# Robert Gardelle
Robert Gardelle (* 9. April 1682 in Genf; † 7. März 1766 ebenda) war ein Genfer Maler, Kupferstecher und Radierer des Barock. Er galt in der Schweiz als der berühmteste Porträtmaler seiner Zeit.
Robert Gardelle stammte aus einer Genfer Bürger- und Künstlerfamilie. Sein Bruder war Daniel Gardelle. In Kassel lernte er den hessischen und später preussischen Diplomaten Gustav von Mardefeld kennen, der ihn nach Berlin zur weiteren Ausbildung schickte. Diese setzte er in Paris bei Nicolas de Largillière fort. Gardelle malte in erster Linie Porträts der Genfer, Waadtländer und Berner Gesellschaft. Sein Hauptwerk ist das 1720 im Stil des Spätbarock gemalte Porträt des Conseiller Jean Louis du Pan, das sich heute in Privatsammlung befindet.

## Werke
- Historisches Museum Bern
- Schloss Jegenstorf
- Burgerbibliothek Bern